# Правова система Ісландії
Правова система Ісландії — правова система, що належить до групи країн Скандинавського права.
Під час існування Ісландської вільної держави (930—1262) право Ісландії встановлювалось Альтингом.
Після Старого договору (Gamli sáttmáli) король Норвегії Магнус VI запровадив збірку законів Járnsíða, яка сама була замінена, коли існуючі
закони були зібрані Йоном Ейнарсоном в Jónsbók (1281 рік).
Функціонування Альтинга було призупинено в 1799 році, і відновлено в 1845 році як консультативного органу данського короля та з 1874 року як законодавчого органу.
У наш час законодавчий орган сучасної Республіки Ісландії з 1944 року знову має назву Альтинга.